# Hannelore Kraus
Hannelore Kraus (* 6. September 1939 in Frankfurt-Gutleutviertel; † 12. Januar 2023) war eine deutsche Politologin und Pensionswirtin in Frankfurt-Gutleutviertel. Sie wurde für ihren Kampf gegen den geplanten Bahntower bekannt, der das höchste Gebäude Europas werden sollte.

## Leben
Hannelore Kraus kommt aus dem liberalen Frankfurter Bürgertum. Ihr Vater war ein Sanitärgroßhändler im Gutleutviertel.
Sie studierte in Frankfurt Soziologie und schloss mit dem Diplom bei Theodor W. Adorno ab. Nebenbei besuchte sie die Akademie für Welthandel und unternahm im eigenen Citroën 2CV eine Reise durch Polen, Ungarn und Rumänien. Sie promovierte 1971 an der Ruprecht-Karls-Universität Heidelberg in Politischen Wissenschaften mit der Dissertation „Die Vorstellungen des amerikanischen Kongresses über die Entwicklung Deutschlands nach dem Zweiten Weltkrieg“. Mit einem Stipendium ging sie nach Washington und New York und beschloss, im Ausland zu bleiben. Bis Ende der 1970er Jahre arbeitete sie als Entwicklungshelferin für die Vereinten Nationen u. a. in der Elfenbeinküste und Nigeria, auf Haiti, danach in Äthiopien, später ging sie in die Volksrepublik China. Als ihre Eltern krank wurden, kehrte sie nach Frankfurt zurück. 1983 eröffnete sie im elterlichen Jugendstilhaus in der Gutleutstraße eine Pension mit zehn Zimmern, in unmittelbarer Nachbarschaft zum Hauptbahnhof, die zum Anlaufpunkt für Gäste aus Afrika und Südamerika, für Künstler und Intellektuelle wurde. Der Verleger Klaus Wagenbach und die Verlegerin Antje Kunstmann waren zur Buchmesse bei ihr Stammgäste.
Ende der 1980er Jahre wurde sie deutschlandweit bekannt, als sie als Grundstücksnachbarin des Frankfurter Bahnhofes dem Bau des Bahntowers, dem so genannten Campanile, der als höchstes Gebäude Europas geplant war und ein neues Wahrzeichen der Stadt werden sollte, die Zustimmung verweigerte. Die im Stadtrat regierende CDU hatte zwei Tage vor den Kommunalwahlen 1989 den Turm teilweise genehmigt. „Der Plan, vollendete Tatsachen zu schaffen, bevor die rot-grünen Hochhausgegner die Macht errangen, scheiterte jedoch an einer Hauseigentümerin.“ Hannelore Kraus kämpfte an der Spitze einer Bürgerinitiative, die durch das Projekt den Bau von Luxuswohnungen und eine negative Auswirkung auf die gewachsenen sozialen Strukturen befürchtete. (siehe: Gentrifizierung) Sie verhinderte den Baubeginn des 180 Millionen Mark schweren Bauprojekts letztlich allein vor Gericht. Als Begründung gab sie an, ihr Haus würde durch den überdimensionierten Turm im Schatten stehen. Die von den Investoren angebotene Abfindung über drei Millionen Mark lehnte Hannelore Kraus im Verlauf der Verhandlungen ab.
Laut Marianne Rodenstein wurde Hannelore Kraus zu einem „Symbol für die nichtkäufliche Frankfurter Bevölkerung“.

## Werke
- Vorstellungen von Senatoren und Repräsentanten des amerikanischen Kongresses zur Deutschlandpolitik nach dem Zweiten Weltkriege : Kriegsprogramme, Nachkriegspolitik und ihre heutigen Aspekte. Heidelberg 1971. (Heidelberg, Univ., Philos.-Histor. Fak., Diss. 1971)